# 춘천 가는 기차 (김현철의 노래)
〈춘천가는 기차〉는 가수 김현철이 1989년 8월에 발표한 첫 번째 음반 《춘천가는 기차》의 수록곡이자 타이틀곡이다.
가사는 경춘선을 타고 춘천으로 가는 길에 옛 사랑을 그리워한다는 내용이며, 곡 분위기는 보사노바의 형식을 따른 것이다.
이후에 불독맨션이 이 노래를 리메이크하기도 했다.

## 가사
조금은 지쳐 있었나봐
쫓기는 듯한 내 생활
아무 계획도 없이
무작정 몸을 부대어 보며
힘들게 올라 탄 기차는
어딘고 하니 춘천행
지난 일이 생각나
차라리 혼자도 좋겠네
춘천가는 기차는
나를 데리고 가네
5월의 내 사랑이 숨쉬는 곳
지금은 눈이 내린
끝없는 철길 위에
초라한 내 모습만
이 길을 따라가네
그리운 사람

차창 가득 뽀얗게 서린
입김을 닦아내 보니
흘러가는 한강은
예나 지금이나 변함없고
그곳에 도착하게 되면
술 한 잔 마시고 싶어
저녁때 돌아오는
내 취한 모습도 좋겠네
춘천가는 기차는
나를 데리고 가네
5월의 내 사랑이 숨쉬는 곳
지금은 눈이 내린
끝없는 철길 위에
초라한 내 모습만
이 길을 따라가네
그리운 사람 그리운 모습